# Жезл грецької роботи

Жезл грецької роботи разом із іншим кістяним посохом на малюнку академіка Федора Солнцева, середина XIX століття

Жезл грецької роботи Олексія Михайловича – найкоштовніший царський посох із подібних речей, що зберігаються у зібранні Збройової палати Московського кремля.

## Історія
Посохи обо жезли були невід’ємним атрибутом монаршого вбрання ще з часів Івана III. Посохи використовувались своїми владцями головним чином у повсякденному житті, також і при урочистих церемоніях — на відміну від скіпетра, який був суто парадною, тронною прикрасою. 
Жезл виготовлений найкращими майстрами Стамбула в 1658 та  доставлений царю Олексію греком Іваном Анастасовим в 1662.

## Опис
Жезл рясно прикрашений різнокольоровими емалями (проте переважає зелений колір). Жезл може розгвинчуватись. Він складається із трості, шестигранного плані наконечника, та навершя. Трость розкладна, вона складається з 5-ти частин. Наконечник відділяється від трості та навершя двома золотими яблуками півкулястої форми. Як навершя жезл має лілію із маленьким хрестиком нагорі. Навершя золоте, а трость та наконечник зроблені із срібла.

За описом речей скарбниці 1696 року значиться: 
|  | «Жезл золот с розными финифты, греческой, с алмазы и с изумруды, и с искры яхонтовыми червчатыми. Наверху крест золот с алмазы. У него три зерна гурмицких, да три изумруда, на спнях; одного изумруда нет. Ниже креста два изумруда на спнях. В нем пяти камней нет» |

Загалом цей першокласний витвір греко-турецької ювелірної справи прикрашають 178 діаманти, 259 смарагди, 3 великих перлинами та 369 рожевих турмаліна.